# Marcelino Domingo
Pour les articles homonymes, voir Domingo et Sanjuán.
Marcelino Domingo Sanjuán, né le 26 avril 1884 à Tarragone et mort à Toulouse le 2 mars 1939, est un journaliste et homme politique espagnol.

## Biographie
Né à Tarragone en 1884, il y obtient en 1903, le titre de maître (équivalent de Professeur des écoles). Il est le fils d'un garde civil sévillan, sa mère est  originaire de la ville de Tarragone. L'année d'obtention de son diplôme il déménage à Tortosa, où il commence à exercer l'enseignement, et entre en contact avec l'environnement politique républicain.
Sa carrière politique commence en 1909, lorsqu'il est élu en tant que Conseiller municipal républicain de la mairie de Tortosa. Son influence dans les cercles républicains se consolide avec son entrée au Conseil Général de l'Union Fédérale Nationaliste Républicaine (UFNR), et son élection en 1914 comme député aux Cortes.
Son activité politique augmente durant la Restauration et la Dictature de Primo de Rivera. Ainsi, il participe à la création du Bloc « Republicà Autonomista (BRA) » en 1915, qui se transforme en « Partit Republicà Català » en 1917. Il est (entre autres) l'un des protagonistes de l'Assemblée des Parlementaires, et de la préparation de la grève générale révolutionnaire lancée en 1917 par le Parti socialiste ouvrier espagnol (PSOE), et l'Union générale des travailleurs (Espagne). 
Il donne aussi un mouvement d'impulsion à l'éphémère plate-forme républicaine « Alliance de Gauches » (1921-1923), qui s'intégrera dans le Parti socialiste ouvrier espagnol.
Marcelino Domingo est le principal avocat de la proposition d'autonomie pour la Catalogne, rejetée par les Cortes royalistes en 1918. 
En 1928, il publie un essai « Libertad y Autoridad » (Liberté et Autorité), de 461 pages, dans la collection Biblioteca de Vanguardia (Bibliothèque d'Avant-garde) de Javier Morata, à Madrid. Cette maison d'édition publie également en 1930 son œuvre « ¿Qué espera el Rey? » (Qu'attend le Roi ?).
En juillet 1929, il fonde avec Álvaro de Albornoz le Parti Républicain Radical Socialiste, organisation dans laquelle, avec Manuel Azaña Action républicaine (Espagne) et Santiago Casares Quiroga Organisation républicaine galicienne autonome, il participe en 1934 à la création de la Gauche républicaine (Espagne). 
Marcelino Domingo a été ministre de l'Instruction Publique durant le Premier exercice biennal de la République et dans le premier gouvernement du Front populaire.
Il décède le 2 mars 1939 à Toulouse, alors qu'il est en exil, fuyant le régime franquiste.

## Carrière politique
- Conseiller municipal de la Mairie de Tortosa, 1909.
- Député à la Cour royaliste pour l'arrondissement uninominal de Tortosa : élections de mars 1914, avril 1916, février 1918 (il est également élu par Barcelone mais en vertu du tirage au sort du 25 mai 1918 il continuera de représenter Tortosa), juin 1919 et avril 1923.
- Député aux Cours républicains pour la circonscription de Tarragone : élections législatives du 28 juin 1931 et du 16 février 1936. Durant les élections de novembre 1933 il se présente sans succès pour Bilbao avec Manuel Azaña.
- Ministre d'Instruction Publique et Beaux-Arts : 15 avril 1931-16 décembre 1931 (Gazette de Madrid du 16 avril 1931 et 16 décembre 1931).
- Ministre de l'Agriculture, de l'Industrie et du Commerce : 16 décembre 1931-13 juin 1933 (Gazette de Madrid du 16 décembre 1931 et du 13 juin 1933).
- Ministre de l'Agriculture : 12 juin 1933-12 septembre 1933 (Gazette de Madrid du 13 juin 1933 et 13 septembre 1933).
- Ministre de l'Instruction Publique et Beaux-Arts : 19 février 1936-10 mai 1936 (Gazette de Madrid du 20 février 1936 et 11 mai 1936).
- Ministre de l'Instruction Publique et Beaux-Arts : 10 mai 1936-13 mai 1936 (Gazette de Madrid du 11 et 13 mai 1936).
- Ministre de l'Instruction Publique et Beaux-Arts : 19 juillet 1936-19 juillet 1936 (Gazette de Madrid du 19 et 20 juillet 1936).

## Archives
En octobre 2004, la mairie de Tortosa fait l'acquisition auprès d'un antiquaire de Barcelone, pour la somme de 31 200 euros, d'un fonds de 140 documents de Marcelino Domingo (16 cahiers avec annotations relatives à sa tâche d'enseignant daté de 1911-1917, 58 agendas personnels pour la période de 1920-1939, des photographies de famille…). Ce fonds déposé dans les Archives régionales du Bajo Ebro (ACBEB) s'ajoute à la collection de lettres des archives du Parlement de Catalogne (Barcelone).
En 2011, Federico Mayor Zaragoza fait donation à la mairie de Tortosa d'un fonds documentaire personnel qui comprend des correspondances, photographies, ainsi que des références de députés à des Cours des élections datées entre 1914 et 1936, articles d'opinion et livres écrits par Marcelino Domingo.
Par ailleurs, les Archives nationales de Catalogne conserve diverses photographies de l'hommage que Marcelino Domingo reçut à Tortosa en novembre 1931 (fonds photographique de Josep Maria Sagarra Plana).